# Russkiy toy
Russkiy toy, egentligen (ryska: Русский той: Russkij toj)  är en hundras från Ryssland. Den är en sällskapshund som finns i två pälsvarianter - släthår och långhår.

## Historia
Under tsartiden var english toy terrier en av de mest populära dvärghundarna hos aristokratin i Ryssland. Efter ryska revolutionen upphörde så gott som all avel av rasen i Sovjetunionen och antalet hundar minskade drastiskt. I mitten av 1950-talet började man bygga upp rasen igen. Praktiskt taget alla hundar som användes i avel var utan stamtavla och många var inte renrasiga. Den standard som upptecknades beskrev en dvärgterrier som skiljde sig markant från english toy terrier på flera sätt. Utvecklingen av russkiy toy fortsatte därefter sin egen väg. Den 12 oktober 1958 gav två släthåriga hundar, varav en med något längre päls, upphov till en hanhund med iögonfallande långa pälsfransar på öron och ben. Man beslutade att avla vidare på dessa egenskaper. Hanhunden parades med en tik som också hade något längre päls. På så vis uppstod den långhåriga varianten av russkiy toy. Den kallades långhårig moskvadvärgterrier. Jevgenija Fominitjna Zjarova (ryska: Евгения Фоминична Жарова, uppfödare från Moskva, spelade en viktig roll när det gällde att skapa denna rasvariant. Russkiy toy utvecklades isolerat ur ett starkt selekterat material under en längre tid. Den förekommer i två pälsvarianter: lång- och släthårig. Den första rasstandarden skrevs 1966 och 2006 erkändes rasen av Fédération Cynologique Internationale (FCI).

## Egenskaper
En russkiy toy ska vara aktiv, social och varken skygg eller aggressiv. Rasen är tydlig i sitt kroppsspråk och brukar därför ha lätt för att interagera med andra hundar. Den lilla storleken bör dock tas under beaktande vid umgänge med stora hundraser, som bör ske med försiktighet (under uppsikt) för säkerhets skull. Rasen har en stor personlighet och är till sitt sätt mycket hund för sin storlek.
Rasen gillar rörelse och sysselsättning och går bra att träna inom hundsporter som agility, freestyle och lydnad. Den behöver som alla raser dagliga promenader, men inte överdriven motion. Samtidigt som det är en aktiv hund så kan den också uppskatta att ta det lugnt och mysa med ägaren. Inomhus kräver en russkiy toy inga större utrymmen så den passar även i en mindre bostad. Den lilla storleken gör den lätt att ta med vid resor.
Rasen kan behöva träning för att inte skälla för mycket.

## Utseende
Rastypiska kännetecken är att de ska ha stora upprättstående öron, runda ögon, långa ben och vara kvadratiskt bygd. Benlängden ska bara något överstiga kroppsdjupet. De ska inte påminna om en chihuahua eller en pinscher och får inte ha vita tecken. Mankhöjden är 20-28 cm och vikten mellan 1 och 3 kg. Rasen finns som lång- och släthårig variant. Den förekommer i alla nyanser av rött med eller utan svarta/bruna stickelhår och i svart, brunt eller blått med tanfärg. Svansen ska vara formad som en halvmåne och bäras i en båge över ryggen.